# ポジションズ
『ポジションズ』（英: Positions）は、アメリカ合衆国のミュージシャン、アリアナ・グランデの6作目のスタジオ・アルバム。2020年10月30日にリパブリック・レコードからリリースされた。
本作はセックスとロマンスがテーマになっており、前々作『スウィートナー』(2018年) と前作『thank u, next』 (2019年) のR&Bとトラップポップのサウンドを引き継いでいる。また、ヒップホップ、ネオ・ソウル、ファンクの要素も取り入れており、客演としてドージャ・キャット、ザ・ウィークエンド、タイ・ダラー・サインが参加している。リリース後、音楽評論家からの評価は概ね好評を博し、その多くはグランデのヴォーカルを褒めているが、プロダクションと歌詞を批判している。
タイトルにもなっている「Positions」は、アルバムリリースの1週間前にリードシングルとしてリリースされ、Billboard Hot 100で初登場1位を獲得した。グランデの全米1位獲得シングルはこれで5作目である。また、アルバムのリリース後、本作に収録されている14曲全てがリリース週のBillboard Hot 100にチャートインした。これはグランデにとって2作連続のこととなった。2枚目のシングル「34+35」は初登場8位を記録し、後に2位まで上昇した。

## 背景
2020年4月19日、アリアナ・グランデが新曲制作に取り組んでいることが報じられた。また、彼女は2020年5月、年初にドージャ・キャットとのコラボ曲をレコーディングしたことを明かした。しかし、同インタビューの中で、グランデは新型コロナウイルス (COVID-19)によるロックダウン中はアルバムをリリースしないと述べている。2020年10月14日、グランデはソーシャルメディア上で、予定していた6枚目のスタジオ・アルバムを同月にリリースすることを発表した。その3日後、彼女は「positions」という言葉をキーボードに打ち込むスローモーション動画を投稿した。同日、グランデの公式サイトでは、2020年10月23日と2020年10月30日までの2つのカウントダウンが開始された。2020年10月23日、彼女は自身のTwitterアカウントで10月30日にアルバムをリリースすることをアートワークの画像と一緒に投稿した。収録曲は翌日に明らかになった。アートワークは「Positions」のミュージックビデオ監督も務めたデイヴ・メイヤーズが撮影し、クリエイティヴディレクターはステファン・コーリが担当した。

## リリースとシングル
2020年10月27日、グランデは本作に合わせて2つの代替アートワークを使用した『Positions』の限定CDをリリースすることを発表し、グランデの公式ウェブサイトで予約販売を開始した。
タイトル曲「Positions」はミュージックビデオとともに、2020年10月23日に本作のリードシングルとしてリリースされた。同曲は本国アメリカのBillboard Hot 100で初登場1位を獲得し、グランデにとって5枚目の全米1位獲得シングルとなった。これでグランデは同チャートで5作の初登場1位シングルを記録した史上初のアーティストとなった。2021年1月、「Positions」は全米でシングル換算の売上枚数が100万枚を超え、プラチナに認定された。
2020年10月30日、グランデは2枚目のシングル「34+35」をリリースした。同曲はHot 100で初登場8位を記録し、18作目のTop 10シングルとなった。これにより女性歌手のTop 10シングル数ではビヨンセと並ぶ8位となった。その後、ドージャ・キャットとメーガン・ザ・スタリオンを客演に迎えたリミックス版がリリースされ、同曲は2021年1月30日付のチャートで最高位の2位まで上昇し、12作目のTop 5シングルとなった。2021年1月、「34+35」は全米でシングル換算の売上枚数が100万枚を超え、プラチナに認定された。

## 売上
本作は、リリース初週に17.4万枚 (純粋なアルバム売上は4.2万枚) を売り上げ、本国アメリカのBillboard 200で初登場1位を獲得した。これはグランデにとって5作目の全米1位を獲得した作品となった。本作は、2020年10月9日にライヴチケットやグッズなどが同封されたバンドル商法がチャートに考慮されなくなってから、1週間で最も売り上げが高かったアルバムであったが、後にテイラー・スウィフトの『Evermore』 (2020年) がそれを更新した。本作に収録されている全14曲が2020年11月14日付のBillboard Hot 100で同時チャートインし、『Thank u, next』 (12曲) から2作連続となった。これでBillboard Hot 100にチャートインしたグランデの楽曲は66曲となり、女性歌手の中では4番目に多い。2週目も8.3万枚を売り上げ、1位をキープし、楽曲のストリーミング再生は9,950万回を記録した。2週連続1位は前作『Thank u, next』に続き2作目である。3週目は7.5万枚を売り上げ、4位に転落した。

## 収録曲
| #         | タイトル                                | 作詞・作曲                                                                                              | プロデューサー                                     | 時間  |
| --------- | --------------------------------------- | --- | -------------------------------------------------- | ----- |
| 1.        | 「Shut Up」                             | Ariana Grande Tommy Brown Steven Franks Peter Lee Johnson Tayla Parx Travis Sayles Michael Foster       | Brown Franks [b] Sayles [b] Johnson [c]            | 2:37  |
| 2.        | 「34+35」                               | Grande Brown Franks Johnson Parx Victoria Monét Scott Nicholson Xavier "Xavi" Herrera Albert Stanaj [c] | Brown Franks [a] Xavi [a] Johnson [c]              | 2:53  |
| 3.        | 「Motive」(with Doja Cat)               | Grande Brown Franks Monét Amala Zandile Dlamini Nija Charles James McIntyre Shane Lindstrom             | Brown Murda Beatz Franks [a] Joseph L'Étranger [a] | 2:47  |
| 4.        | 「Just like Magic」                     | Grande Brown Franks Shea Taylor Priscilla Renea                                                         | Brown Franks Taylor                                | 2:29  |
| 5.        | 「Off the Table」(with the Weeknd)      | Grande Brown Franks Sayles Abel Tesfaye Shintaro Yasuda                                                 | Brown Shintaro Franks [a] Sayles [a]               | 3:59  |
| 6.        | 「Six Thirty」                          | Grande Brown Franks Taylor Renea Dylan "Nami" Teixeira                                                  | Brown Franks Taylor [a] Nami [a]                   | 3:04  |
| 7.        | 「Safety Net」(featuring Ty Dolla Sign) | Grande Brown Tyrone Griffin Jr Khristopher Riddick-Tynes Leon Thomas III Silas Doss                     | Brown The Rascals Keys Open Doors [b]              | 3:28  |
| 8.        | 「My Hair」                             | Grande Brown Monét Parx Scott Storch Anthony M. Jones Charles "Scootie" Anderson                        | Brown Storch Jones [a] Scootie [a]                 | 2:38  |
| 9.        | 「Nasty」                               | Grande Brown Monét Sayles Riddick-Tynes Thomas Teixeira                                                 | Brown The Rascals Sayles Nami                      | 3:20  |
| 10.       | 「West Side」                           | Grande Brown Monét Herrera Ammar Junedi                                                                 | Brown Xavi Junedi [b]                              | 2:12  |
| 11.       | 「Love Language」                       | Grande Brown Monét Sayles Parx Kam Parker Tommy Parker                                                  | Brown Sayles T. Parker                             | 2:59  |
| 12.       | 「Positions」                           | Grande Brown Franks Charles Angelina Barrett James Jarvis London Tyler Holmes Brian Vincent Bates [c]   | Brown Franks London on da Track                    | 2:52  |
| 13.       | 「Obvious」                             | Grande Brown Franks Charles Sayles Johnson Ryan Tedder Josh Conerly [c]                                 | Brown Franks Sayles Conerly [c]                    | 2:28  |
| 14.       | 「POV」                                 | Grande Brown Franks Parx Oliver Frid                                                                    | Brown Franks Frid                                  | 3:21  |
| 合計時間: | 合計時間:                               | 合計時間:                                                                                               | 合計時間:                                          | 41:07 |

補足
- ^[a] 共同プロデューサーを指す。
- ^[b] 追加されたプロデューサーを指す。
- ^[c] デジタルリリースのみクレジット。
- 収録曲は全て小文字で記載されている。

## チャート
| 国/地域                                | 最高位 |
| -------------------------------------- | ------ |
| オーストラリア (ARIA)                  | 2      |
| オーストリア (Ö3 Austria)              | 5      |
| ベルギー (Ultratop Flanders)           | 3      |
| ベルギー (Ultratop Wallonia)           | 9      |
| カナダ (Billboard)                     | 1      |
| クロアチア (HDU)                       | 4      |
| チェコ (ČNS IFPI)                      | 5      |
| デンマーク (Hitlisten)                 | 2      |
| オランダ (MegaCharts)                  | 2      |
| フィンランド (Suomen virallinen lista) | 4      |
| フランス (SNEP)                        | 8      |
| ドイツ (Offizielle Top 100)            | 7      |
| ハンガリー (MAHASZ)                    | 32     |
| アイスランド (Tónlist)                 | 3      |
| Irish Albums (OCC)                     | 1      |
| イタリア (FIMI)                        | 8      |
| 日本 (Billboard Japan)                 | 15     |
| 日本 (オリコン)                        | 21     |
| リトアニア (AGATA)                     | 1      |
| ニュージーランド (RMNZ)                | 1      |
| ノルウェー (VG-lista)                  | 1      |
| ポーランド (ZPAV)                      | 2      |
| ポルトガル (AFP)                       | 3      |
| スコットランド (OCC)                   | 6      |
| スロバキア (ČNS IFPI)                  | 3      |
| スペイン (PROMUSICAE)                  | 5      |
| スウェーデン (Sverigetopplistan)       | 3      |
| スイス (Schweizer Hitparade)           | 4      |
| UK アルバムズ (OCC)                    | 1      |
| US Billboard 200                       | 1      |